# Tricikli (Így jártam anyátokkal)
A Tricikli az Így jártam anyátokkal című televízió-sorozat harmadik évadának harmadik epizódja. Eredetileg 2007. október 8-án vetítették, míg Magyarországon egy évvel később, 2008. december 5-én.
Ebben az epizódban Ted belebotlik egy korábbi egyéjszakás kalandjába, és megnyílik előtte a lehetőség az édeshármasra. Közben Robin saját magának alkotott randizási szabályai visszaütnek.

## Cselekmény
Ted felhívja Barneyt a bárból azzal, hogy készítse az "övet", amit Barney alig hisz el. Fél órával korábban ugyanis még úgy volt, hogy együtt mennek le sörözni, de csak Ted ment, méghozzá kiöltözve. Marshall és Barney éppen teniszeztek a Nintendo Wii-n, és nem akarták befejezni, annyit mondtak csak, hogy hamarosan csatlakoznak. Robin is kiöltözött, mert randira indul, méghozzá egy szokatlanul magas szárú csizmában, ami Lily szerint nem passzol a ruhájához. Robin elmondja, hogy azért van ez, mert felállított magának egy szabályt, ami alapján nem borotválta le a lábát.
Ted leér a bárba és kikér három sört, de hiába, mert a többiek nem mennek le. Ezt követően teljesen véletlenül belebotlik Trudyba, egyéjszakás kalandjába az "ananász incidensként" elhíresült estéről. Sőt közben találkoznak Rachellel, Trudy régi diákszövetségi barátnőjével, akivel folyton versengenek. Leülnek egy asztalhoz, Ted pedig magával viszi a söröket. Mivel a lányok szemmel láthatóan kikezdenek vele, Barney segítségét kéri, hogy melyiket válassza. Lily veszi át a telefont, aki lemegy a bárba és hátulról jól megnézi mindkettejüket. Mivel szerinte is megadták a zöld jelzést, azt javasolja Tednek, hogy válasszon. Eközben Robin remekül érzi magát a randevúján egy jóképű brit sebésszel, olyannyira, hogy kétségbeesetten telefonál ő is Lilynek, hogy hozzon neki borotvát.
Közben Trudy és Rachel megvallják Tednek, hogy szeretnének részt venni egy édeshármasban, amit Ted csak úgy nevez, hogy ez egy "tricikli". Azért hívta fel Barneyt az öv miatt, mert még korábban vett egy "bajnoki övet", amit az kap, akinek előbb összejön. Marshall mérges, mert neki erről nem is szóltak, és felvezeti, hogyan tudna esetleg "felülni a triciklire", Lily ellenére. Közben Ted és a két lány a lakás felé tartanak, ezért a többiek kénytelenek elbújni Ted szobájában. Emiatt Lily nem tudja elhagyni a lakást és segíteni Robinnak, aki így kénytelen 50 dollárt fizetni egy pincérnőnek, hogy hozzon neki a közeli gyógyszertárból egy borotvát.
Miközben Ted felér és egy CD-t keres a szobájában, meglepve találja ott a többieket. Barney szabotálni akarja az eseményeket, mondván hogy a bajnoki öv őt illeti. Egy évvel korábban majdnem összejött neki a tricikli, mígnem egy kiömlött pohár vörösbor tönkretette az egész estét. Közben Lily is jobban megnézi magának a lányokat, és felfedezi, hogy Rachel volt az, aki kitépett a kezéből egy szép cipőt egy kiárusításon, s így már ő sem hajlandó segíteni.
Közben Robin végre nekilát leborotválni a lábát, ám ekkor jut eszébe, hogy nincs borotvahabja. Ezért vajjal próbálkozik, amikor egy óvatlan pillanatban elesik, beüti a fejét, és elveszíti az eszméletét. Mindeközben a randija odakint várakozik, mit sem sejtve.
Miközben a két lány egyre jobban nyomul Tedre, ő pánikba esik, és mindent le akar fújni. Végül a barátai azok, akik rábeszélik, hogy ne adja fel. Barney bevallja, hogy az idegesség ilyenkor tönkretehet mindent: igazából az ő esetében is azért ömlött ki a pohár vörösbor, mert ő szándékosan így tett, hogy legyen oka lefújni az egészet. Látván, hogy Ted milyen közel áll hozzá, tanácsokat ad neki. Mire azonban Ted elhagyja a szobát, a lányok sehol nincsenek. Aztán nevetgélést hall Marshallék szobájából, ahová benyit, és csak egy mosoly látszik az arcán, az nem, hogy mi történik.
Másnap a bárban az előző este eseményeit dolgozzák fel, Ted azonban ködösít, és nem hajlandó elmondani, hogy akkor most volt édeshármas vagy sem, annak ellenére sem, hogy Barney felajánlja neki az övet. Robin estéje sokkal rosszabbul alakult: a randija beküldte a pincérnőt, hogy nézze meg, bent van-e még. Ő látja, hogy Robin ott fekszik a padlón, de azt hazudja, hogy megszökött, hogy ő mehessen randizni a sebésszel. Amikor Robin magához tér, és észreveszi, mi történt, látja, hogy vérzik a feje, és újból összeesik.

## Kontinuitás
- Ted kiöltözik, mely azon ritka alkalmak egyike, hogy hallgat Barneyra.
- Ted és Trudy a két évvel korábban történt "ananász incidens" alkalmával találkoztak először.
- Barney ismét kedvenc számát, a 83-ast használja, amikor megkérdezi, hogy a tricikliben résztvevők életkorának összege kevesebb-e 83-nál.

## Jövőbeli utalások
- Marshallt sokszor kihagyja Ted és Barney más izgalmas dolgokból. Például a "Kisfiúk", a "Definíciók", és a "Befejezetlen" című részekben.
- Barney hasonló pániktól szenved a randik terén "A görcs" című részben.
- "A platinaszabály" című részben a csapat azon élcelődik, hogy Ted milyen sokáig csinálja a frizuráját.
- Az "Én nem az a pasi vagyok" című részben Lily vásárlási problémái még részletesebben kerülnek kifejtésre.
- "A meztelen igazság" című epizódban Lily kifejti, miért is utálja annyira a diákszövetségeket.

## Érdekességek
- Ebben az epizódban Ted azt mondja, hogy nem merte felhívni Trudyt az incidens után, mert szégyellte magát. Ezzel szemben "Az ananász incidens" című rész végén kiderül, hogy Ted valójában felhívta és hagyott is neki üzenetet, de Trudy sosem hívta vissza.
- Barney korábban vett egy koronát is az öv mellett, mert egyszer Ted azt mondta neki, hogy ha "megfekteti azt a csajt az "Életünk napjai"-ból, akkor ő a király". Az "Életünk napjai" egy régi amerikai televíziós szappanopera.
- Ted azt mondja Marshallnak, mielőtt elindulna: "találkozunk odaát". Ez utalás a Szellemirtók című filmre.
- A 3. évad DVD-mellékletéhez készült bakiparádén helyet kapott egy vicces jelenet, amiben Barney, Marshall és Lily beszélnek arról, milyen lenne az ő édeshármasuk.

## Vendégszereplők
- Danica McKellar – Trudy
- Busy Phillips – Rachel
- Christine Woods – pincérnő
- Neil Jackson – Ian
- Melissa Ordway – 1. nő
- Chantelle Barry – 2. nő

## Zene
- Wilco – Passenger Side

## Fordítás
- Ez a szócikk részben vagy egészben  a   Third Wheel című angol Wikipédia-szócikk ezen változatának fordításán alapul.  Az eredeti cikk szerkesztőit annak laptörténete sorolja fel. Ez a jelzés csupán a megfogalmazás eredetét és a szerzői jogokat jelzi, nem szolgál a cikkben szereplő információk forrásmegjelöléseként.| - m - v - sz « előző Így jártam anyátokkal 3. évad következő »                                                                                                                                                                                                                                                                         | - m - v - sz « előző Így jártam anyátokkal 3. évad következő » |
| --- | -------------------------------------------------------------- |
| - Az Így jártam anyátokkal epizódjainak listája |                                                                |
| - Most figyelj! - Mi nem vagyunk idevalósiak - Tricikli - Kisfiúk - Így találkoztam a többiekkel - Én nem az a pasi vagyok - Beboszetesza - Spoilerveszély - Pofonadás - A görcs - A platinaszabály - Nincs holnap - Tíz alkalom - Selejtező - Ordításlánc - Homokvárak a homokban - A kecske - A megfelelő tesó - Kiárusítás - Csodák |                                                                || - m - v - sz Így jártam anyátokkal | - m - v - sz Így jártam anyátokkal                                                                  | - m - v - sz Így jártam anyátokkal |
| ---------------------------------- | --------------------------------------------------------------------------------------------------- | ---------------------------------- |
| Epizódok                           | - 1. - 2. - 3. - 4. - 5. - 6. - 7. - 8. - 9. évad                                                   |                                    |
| Szereplők                          | - Ted Mosby - Marshall Eriksen - Robin Scherbatsky - Barney Stinson - Lily Aldrin - Tracy McConnell |                                    |
| Filmzene                           | - How I Met Your Music                                                                              |                                    |
| Kapcsolódó sorozat                 | - Így jártam apátokkal                                                                              |                                    |